# Giuseppe Sardi (Architekt, 1680)

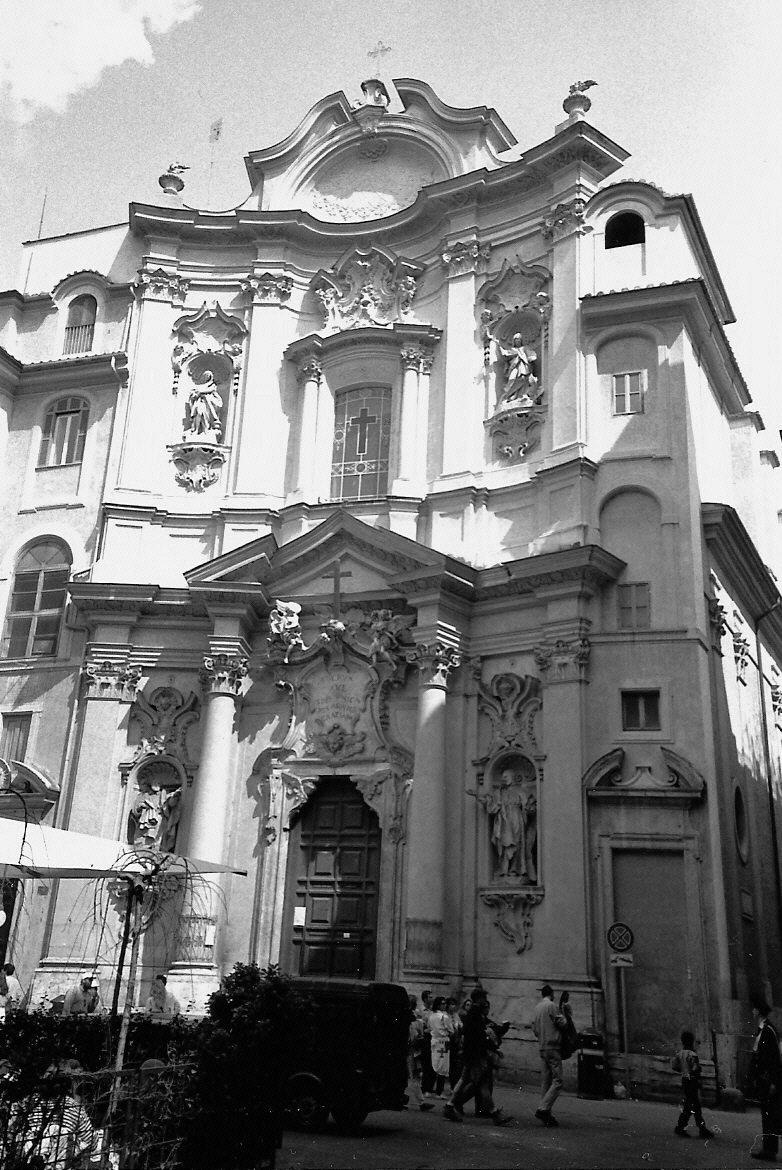
Fassade der Kirche der hl. Magdalena in Rom

Giuseppe Sardi (* um 1680 in Sant’Angelo in Vado, Pesaro, Italien; † 1753 in Rom) war ein römischer Architekt des Barocks, nicht zu verwechseln mit dem venezianischen Architekten Giuseppe Sardi.
Sardi war Autodidakt. Seine Arbeiten basieren auf den Hauptprinzipien von Francesco Borromini aus Bissone.

## Werke (Auswahl)
- Die Gestaltung der Fassade der Kirche Santa Maria Maddalena in Rom (1734–1735) wird ihm zugeschrieben.[2]